# Logo

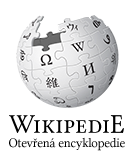
Grafická značka české Wikipedie

Logo (z řeckého logos = slovo, řeč, zákon, pojem…) je módní slangový výraz používaný v českém jazykovém prostředí jen krátké období od poloviny 90. let 20. století. Není z něho zřejmé, zda jde o logotyp (písmovou značku) nebo nerozlišující laické označení jednoduchého grafického symbolu nebo kombinované grafické značky.
Teorie komunikace rozlišuje prvky zastupující jedinečné a obecné jevy. Ve verbální komunikaci to jsou vlastní jména a další slova.
Ve vizuální komunikaci jsou jedinečné jevy zastupovány grafickými symboly (samotný graf. prvek bez písma), logotypy (graficky upravené písmo) nebo jejich kombinací - grafickými značkami. Svébytnými oblastmi jedinečných jevů jsou historické erby nebo komerční značky.
Obecné jevy jsou ve vizuální komunikaci zastupovány figurami, znaky a symboly. Figura je grafická struktura, která ve vědomí diváka nabývá významu prostřednictvím podobnosti s realitou. Znak je struktura nepodobající se realitě, význam nabývá prostřednictvím společenské konvence. Symbol je figura nebo znak s druhotným významem. (Sémiotika pracuje s termínem "znak" v jiných souvislostech.)